# 第百七十八号哨戒特務艇
第百七十八号哨戒特務艇（だいひゃくななじゅうはちごうしょうかいとくむてい）は、日本海軍の未成特務艇（哨戒特務艇）。第一号型哨戒特務艇の1隻だが、実際には命名された事実は無く、特務艇類別等級別表にも登載されていない。

## 艇歴
マル戦計画の特務艇、第2121号艦型の178番艇、仮称艦名第2298号艦として計画。1945年5月28日、徳島合同造船株式会社で起工。
終戦時未成。その後の消息は詳らかではない。